# Indosasa patens
Indosasa patens är en gräsart som beskrevs av Cheng De Chu och Chi Son Chao. Indosasa patens ingår i släktet Indosasa och familjen gräs. Inga underarter finns listade i Catalogue of Life.